# Rimaderus mussardi
Rimaderus mussardi là một loài bọ cánh cứng trong họ Anthicidae. Loài này được Bonadona miêu tả khoa học năm 1978.